# Eilscheid
Eilscheid település Németországban, Rajna-vidék-Pfalz tartományban. Lakosainak száma 45 fő (2023. december 31.).

## Népesség
A település népességének változása:
| Lakosok száma | 55   | 45   | 42   | 43   | 42   | 45   |
|               | 1975 | 2017 | 2019 | 2021 | 2022 | 2023 |